# Autoroute A50 (France)
Pour les articles homonymes, voir A50.
En France, l’autoroute A50 est une autoroute située en région Provence-Alpes-Côte d'Azur et reliant Marseille dans les Bouches-du-Rhône, à Toulon dans le Var.

## Caractéristiques
D'une longueur de 70 km, l'A50 appartient pour partie au réseau public autoroutier (sur les secteurs Marseille-Prado/Aubagne) et pour autre partie au réseau concédé à Escota (tronçon Aubagne-Sud/A57 Toulon ) . Elle est payante de Roquefort-la-Bédoule à Ollioules sur la partie gérée par Escota. C'est sur cette section qu'a été mis en service pour la première fois le Télépéage ou Télébadge en 1992.
Cette autoroute est couverte par Radio Vinci Autoroutes (107.7FM) dans le secteur Escota.

## Histoire
Son premier tronçon a été ouvert à la circulation en 1962 entre Marseille et Aubagne. Ce tronçon est encore nommé autoroute Est par les Marseillais.
La liaison Aubagne-Toulon, lancée dans les années 1970, est contestée par les défenseurs d'une « nature encore vierge » dans le Var. Le tracé impliquait notamment la destruction des vignes et des expropriations. Le réseau autoroutier commence à être perçu comme une nuisance, et le ministère de l'Environnement s'oppose à celui de l'Équipement.
Cette autoroute est en 2 × 3 voies depuis fin décembre 2012 sur les 21 km du tronçon entre les deux péages (La Ciotat et Bandol), après 23 mois de travaux qui ont coûté 90 millions d’euros.

## Sorties
- Échangeur entre Tunnel Prado-Carénage (A50) et Tunnel du Vieux-Port de Marseille (A55)
  -  Tunnel Prado-Carénage (2 450 m)
  -  Péage du tunnel Prado-Carénage

Section non-concédée gérée par le département des Bouches-du-Rhône et gratuite.
- Début de l'A50
- 1 Menpenti ( Échangeur entre A50, Tunnel Prado Sud et Tunnel Louis-Rège) : 
  - Tunnel Prado Sud : Marseille - Saint-Giniez, Sainte-Anne, Mazargues, La Plage
  - Tunnel Louis-Rège : Marseille - Menpenti, Le Rouet
  - Rond-point de l'Europe Marcel Brion : Marseille - centre-ville, Vieux-Port
- 2 Place de Pologne à 0,5 km : Marseille - Baille, La Timone, La Capelette, Menpenti
- 3 Florian à 2,5 km : Marseille - La Pomme, la Timone, Saint-Loup, Pont-de-Vivaux, La Rose (A507)
- Échangeur entre A50 et A507 à 3,2 km : Marseille - La Rose, Aix-en-Provence (A51),  Marignane (A7), Fos-Martigues (de et vers Toulon)
  -  Aire de service de la Pomme (sens Marseille-Toulon)
- 4 Saint-Marcel à 7 km : Marseille
- 4b La Valentine à 7 km : Marseille - Saint-Menet, La Barasse
- 5 La Penne à 10 km : La Penne-sur-Huveaune, Marseille - Saint-Menet, La Millière
- Échangeur entre A50 et A501 : Nice, Aix-en-Provence (A52), Aubagne - centre (de et vers Marseille)
- Échangeur entre A50 et A502: Toulon par RD, Aubagne - Les Passons, Gémenos, Z.I. des Paluds (de et vers Marseille)
- Échangeur entre A50 et A52 : Lyon (A7), Aix-en-Provence (A8), Gémenos, Aubagne (de et vers Toulon)

Section concédée à Escota et payante (sauf entre les sorties 6 à 7, 11 et 14 à 17).
- 6 Carnoux à 18 km : Cassis par RD, Carnoux-en-Provence (de et vers Marseille)
- 7 Roquefort-la-Bédoule à 20 km : Carnoux-en-Provence, Roquefort-la-Bédoule, La Ciotat par RD
  -  Aire de repos du Pas d'Ouillier (sens  Marseille-Toulon)
- 8 Cassis à 23 km : Cassis
- Péage de La Ciotat +  9 La Ciotat à 34 km : La Ciotat
  -  Aires de service des Frères Lumière (sens Marseille-Toulon),  de la Baie de La Ciotat (sens Toulon-Marseille)

Passage du département des Bouches-du-Rhône à celui du Var
- 10 Saint-Cyr-sur-Mer à 44 km : Saint-Cyr-sur-Mer
- 11 Le Castellet à 50 km : La Cadière-d'Azur, Le Beausset, Circuit du Castellet, Z. I. Signes
- Péage de Bandol +  12 Bandol à 56 km : Bandol, Sanary-sur-Mer - Plages
  -  Aire de repos de Sanary (dans les deux sens)
- 12.1 Ollioules-Sanary à 61 km : Sanary-sur-Mer - centre, Ollioules - centre, La Gare (inauguré le 14 décembre 2020[4], ouvert depuis le 21 décembre[5],[6])
- 13 Six-Fours-les-Plages à 64 km : La Seyne-sur-Mer - centre, Six-Fours-les-Plages, Sanary-sur-Mer, Ollioules - Piedardan
- 14 Châteauvallon à 65 km : Aubagne par RD, La Seyne-sur-Mer - La Gare, Toulon - La Beaucaire, Ollioules - Châteauvallon
- 15a Toulon - ouest à 67 km : Toulon, Port militaire de Toulon, Le Revest-les-Eaux
- 15b La Seyne à 67 km : La Seyne-sur-Mer - centre, Hôpital
- 16 Toulon - Bon Rencontre à 67 km : Toulon - Pont du Las, Base-Navale, Saint Roch (de et vers Marseille)
  -  Tunnel de Toulon (3 km)
- 17 Toulon - centre à 70 km : Toulon - Le Port, Le Mourillon (de Toulon et vers Marseille)
- Fin de l'A50 et début de l'A57 en direction de Nice, Hyères et Toulon - est

## Lieux sensibles
La circulation sur cette autoroute est très dense.
- La section de Marseille à Aubagne est embouteillée quotidiennement aux heures de pointe du matin et du soir, notamment aux alentours des échangeurs Florian et la Valentine. La vitesse y est limitée à 90 km/h.
- La descente sinueuse de Roquefort-la-Bédoule vers Aubagne est accidentogène ; de plus elle comporte une entrée depuis Carnoux juste avant l'embranchement vers Aix, créant un cisaillement.
- La forte descente située avant la gare de péage de La Ciotat dans le sens Marseille → Toulon a valu à ce tronçon un classement en zone dangereuse lors du recensement des routes à risques, à la suite de l'accident d'autocar survenu sur la RN 85 le 22 juillet 2007. La vitesse y est limitée à 90 km/h ; la voie de droite est réservée aux véhicules lents ; 4 refuges d'urgence pour poids lourds sont aménagés.
- La sortie 13 (La Seyne quartiers ouest) est très difficile aux heures de pointe dans le sens Toulon-Marseille.
- À l'arrivée à Toulon la vitesse autorisée passe successivement de 130 km/h à 110 km/h, puis 90 km/h, 70 km/h et enfin 50 km/h avant que l'autoroute débouche sur un feu en centre-ville, créant parfois des bouchons. La section finale de l'autoroute est cependant soulagée depuis 2014 grâce à l'ouverture du deuxième tunnel de Toulon dans le sens ouest - est.

### Émission télévisée
- « Autoroute B52 : Aubagne / Toulon » [vidéo], sur ina.fr, La France défigurée - Office de radiodiffusion-télévision française, 22 juillet 1973 (consulté le 25 juillet 2015)Reportage sur l'histoire du tracé de l'autoroute B52 reliant Aubagne à Toulon, contribuant au désenclavement de La Ciotat et La Seyne-sur-Mer. Ce projet a connu deux tracés mais l'un, retenu, a suscité la polémique d'exploitants locaux.